# Квітмен (округ, Міссісіпі)
Шаблон:StateAbbr_ 34°15′ пн. ш. 90°17′ зх. д. / 34.25° пн. ш. 90.29° зх. д.
Округ  Квітмен (англ. Quitman County) — округ (графство) у штаті Міссісіпі, США. Ідентифікатор округу 28119.

## Історія
Округ утворений 1877 року.

## Демографія
За даними перепису 
2000 року 
загальне населення округу становило 10117 осіб, зокрема міського населення було 3722, а сільського — 6395.
Серед мешканців округу чоловіків було 4691, а жінок — 5426. В окрузі було 3565 домогосподарств, 2507 родин, які мешкали в 3923 будинках.
Середній розмір родини становив 3,42.
Віковий розподіл населення поданий у таблиці:
| Стать    | До 15 років | 15-21 | 22-29 | 30-39 | 40-49 | 50-65 | 65-85 | Понад 85 |
| -------- | ----------- | ----- | ----- | ----- | ----- | ----- | ----- | -------- |
| Чоловіки | 1379        | 546   | 461   | 594   | 585   | 630   | 449   | 47       |
| Жінки    | 1323        | 551   | 576   | 679   | 713   | 746   | 710   | 128      |

## Суміжні округи
- Туніка — північ
- Пенола — схід
- Таллагачі — південь
- Коагома — захід

## Виноски
1. ↑  U.S. Decennial Census. United States Census Bureau. Архів оригіналу за 26 квітня 2015. Процитовано 6 листопада 2014.
2. ↑  Historical Census Browser. University of Virginia Library. Архів оригіналу за 11 Серпня 2012. Процитовано 6 листопада 2014.
3. ↑  Population of Counties by Decennial Census: 1900 to 1990. United States Census Bureau. Архів оригіналу за 28 Грудня 2014. Процитовано 6 листопада 2014.
4. ↑  Census 2000 PHC-T-4. Ranking Tables for Counties: 1990 and 2000 (PDF). United States Census Bureau. Архів оригіналу (PDF) за 18 Грудня 2014. Процитовано 6 листопада 2014.
5. ↑  State & County QuickFacts. United States Census Bureau. Архів оригіналу за 2 лютого 2016. Процитовано 5 вересня 2013.(англ.) Наведено за англійською вікіпедією.
6. ↑  American FactFinder. Бюро перепису населення США. Архів оригіналу за 29 липня 2011. Процитовано 31 січня 2008.

| США | Це незавершена стаття з географії США. Ви можете допомогти проєкту, виправивши або дописавши її. |